# 재미나
재미나(Zemina)는 1981년에 설립된 새한상사의 상표로, 비디오 게임 하드웨어 및 소프트웨어 공급업체였다. MSX 기반 콘솔이었던 재믹스 위주로 영업했으며, 주로 코나미나 닌텐도 등 일본에서 제작된 제품들을 표절한 게임을 제작하거나 일본 시중에서 유통된 MSX 소프트웨어를 무단복제해 판매했다. 주력 플랫폼이었던 재믹스의 인기가 저물면서 1992년 경에 파산한 것으로 추정된다.

## 게임 목록
재미나는 일본의 비디오 게임들을 MSX와 세가 마스터 시스템으로 라이센스 없이 이식하거나 존재하는 소프트웨어를 무단복제해 대한민국 시장에 발매했다.
| 게임                             | 발매연도   | 플랫폼     | 원작                                               |
| -------------------------------- | ---------- | ---------- | -------------------------------------------------- |
| F-1 스피릿: The Way To Formula-1 | 1987       | SMS        | F-1 스피릿                                         |
| 1942                             | 1987       | MSX, MSX 2 | 1942                                               |
| 그린베레                         | 1987       | MSX        | 그린 베레                                          |
| 꿈의 대륙                        | 1987       | MSX        | 몽대륙 어드벤처                                    |
| 네메시스                         | 1987       | SMS        | 그라디우스                                         |
| 네메시스 2                       | 1987       | SMS        | 그라디우스 2                                       |
| 뉴 보글보글                      | 1988       | MSX        | 버블 보블 (신규 스테이지)                          |
| 뉴 보글보글 2                    | 1989       | MSX        | 버블 보블 (신규 스테이지)                          |
| 더 마이크로 제비우스             | 1990       | MSX        | 제비우스: 파트라우트 사가                          |
| 더블 드래곤                      | 1989       | MSX        | 더블 드래곤                                        |
| 볼가드                           | 1990       | MSX        | 뱅가드                                             |
| 블럭홀                           | 1990       | MSX        | 쿼스                                               |
| 소코                             | 1990       | MSX        | 소코반                                             |
| 슈퍼 보글보글                    | 1989       | MSX        | 버블 보블                                          |
| 슈퍼바이오맨 4                   | 1990       | MSX        | 슈퍼 보이 (슈퍼 마리오 브라더스 클론)              |
| 슈퍼보이 I                       | 1989       | MSX, SMS   | 슈퍼 마리오 브라더스 (4 월드)                      |
| 슈퍼보이 II                      | 1989       | MSX, SMS   | 슈퍼 마리오 브라더스: 더 로스트 레벨즈 (4 월드)    |
| 슈퍼보이 3                       | 1991       | MSX, SMS   | 슈퍼 마리오 월드                                   |
| 슈퍼보이 4                       | 1992       | SMS        | 슈퍼 마리오 월드 (캐릭터 스트라이트 교체)          |
| 스트레인지 루프                  | 1990       | MSX        | 스트레인지 루프                                    |
| 스트리트 마스터                  | 1992       | MSX        | 스트리트 파이터 (스트리트 파이터 II의 인물로 구성) |
| 알라 II                          | 1990       | MSX        | 신드바드의 7대 모험                                |
| 워프 & 워프                      | 1984       | MSX        | 워프 & 워프                                        |
| 원시인                           | 1991       | MSX, SMS   | 신인류: 더 뉴 타입                                 |
| 원시인 2                         | Unreleased | SMS        | -                                                  |
| 천국 좋은 곳                     | 1988       | MSX        | 천국 자리                                          |
| 용의 전설 The Three Dragon Story | 1989       | MSX, SMS   | 마성전설                                           |
| 킹콩 II                          | 1987       | MSX2       | 킹콩 2: 깨어난 전설                                |
| 퍼즐                             | 1990       | MSX        | 퍼즈닉 (신규 스테이지)                             |
| 프로젝트 A2                      | 1987       | MSX 2      | 프로젝트 A2                                        |
| 플래시포인트                     | 1990       | MSX, SMS   | 플래시 포인트                                      |
| 하이퍼 올림픽 1                  | 1984       | MSX        | 하이퍼 올림픽                                      |
| 형제의 모험                      | 1987       | MSX, MSX 2 | 마리오 브라더스                                    |

## 유통한 하드웨어
- 골든 박스: 1메가비트 확장 램. 메가게임을 하는 데 쓰인다.[2]
- 딜럭스 박스: 2메가비트 확장 램.
- 뮤직박스: MSX-MUSIC 카트리지
- 패밀리 카드: 패밀리 컴퓨터 게임을 MSX에서 돌아가게 해주는 카트리지이다.